# حسني مبارك
حسني مبارك (4 مايو 1928 – 25 فبراير 2020) كان سياسيًا وضابطًا عسكريًا مصريًا شغل منصب الرئيس الرابع لجمهورية مصر العربية من 14 أكتوبر 1981 خلفًا لمحمد أنور السادات، وحتى 11 فبراير 2011 بتنحيه تحت ضغوط شعبية وتسليمه السلطة للمجلس الأعلى للقوات المسلحة. حصل على تعليم عسكري في مصر متخرجا من الكلية الجوية عام 1950، ترقى في المناصب العسكرية حتى وصل إلى منصب رئيس أركان حرب القوات الجوية، ثم قائداً للقوات الجوية في أبريل 1972م، وقاد القوات الجوية المصرية في الجيش المصري أثناء حرب أكتوبر 1973. وفي عام 1975 اختاره محمد أنور السادات نائباً لرئيس الجمهورية، وعقب اغتيال السادات عام 1981 -على يد مجموعة مسلحة قادها خالد الإسلامبولي- تقلد رئاسة الجمهورية بعد استفتاء شعبي، وجدد فترة ولايته عبر استفتاءات في الأعوام 1987، 1993، و1999 وبرغم الانتقادات لشروط وآليات الترشح لانتخابات 2005، إلا أنها تعد أول انتخابات تعددية مباشرة وجدد مبارك فترته لمرة رابعة عبر فوزه فيها. تعتبر فترة حكمه (حتى إجباره على التنحي في 11 فبراير عام2011) رابع أطول فترة حكم في المنطقة العربية - من الذين هم على قيد الحياة آنذاك، بعد الزعيم الليبي معمر القذافي، والسلطان قابوس بن سعيد سلطان عمان والرئيس اليمني علي عبد الله صالح والأطول بين ملوك ورؤساء مصر منذ محمد علي باشا.
نجح عام 1989 بإعادة عضوية مصر التي جُمدت في الجامعة العربية منذ اتفاقية كامب ديفيد مع اسرائيل وإعادة مقر الجامعة إلى القاهرة، عرف بموقفه الداعم للمفاوضات السلمية الفلسطينية - الإسرائيلية، بالإضافة إلى دوره في حرب الخليج الثانية، فموضع نفسه كحليف موثوق للغرب ومقارعا لحركات إسلامية متشددة في البلاد. وبالرغم من توفيره الاستقرار وأسباب للنمو الاقتصادي، إلا أن حكمه كان قمعيا، فحالة الطوارئ التي لم تُرفع تقريبا منذ 1967 كممت المعارضة السياسية وأصبحت أجهزة الأمن تُعرف بوحشيتها وانتشر الفساد.
وبعد نشوب ثورة 25 يناير أُجبر على التنحي عن الحكم في 11 فبراير 2011، ولاحقا قدم للمحاكمة العلنية بتهمة قتل المتظاهرين في ثورة 25 يناير. وقد مثل - كأول رئيس عربي سابق يتم محاكمته بهذه الطريقة- أمام محكمة مدنية في 3 أغسطس 2011، وتم الحكم عليه بالسجن المؤبد يوم السبت 2 يونيو 2012. وتم إخلاء سبيله من جميع القضايا المنسوبة إليه وحكمت محكمة الجنح بإخلاء سبيله بعد انقضاء فترة الحبس الاحتياطي يوم 21 أغسطس 2013. وتمت تبرئته في 29 نوفمبر 2014 من جميع التهم المنسوبة إليه أمام محكمة استئناف القاهرة برئاسة المستشار محمود كامل الرشيدي، إلا أنه في 9 مايو 2015 تمت إدانته هو ونجليه في قضية قصور الرئاسة وأصدرت محكمة جنايات القاهرة حكماً بالسجن المشدد لمدة 3 سنوات.

## ولادته ونشأته
ولد محمد حسني مبارك في 4 مايو 1928 في كفر مصيلحة لوالد هو السيد السيد إبراهيم مبارك وعائلة تعود إلى سيدي مبارك صاحب الضريح المشهور بزاوية البحر في محافظة البحيرة، والذي يؤمُّه الكثير من الناس للتبرك به، والده السيد مبارك كان يعمل موظفًا في محكمة طنطا قبل إنشاء محكمة شبين الكوم، وتوفي في نفس السنة التي أُحيل فيها إلى التقاعد عام 1960، ووالدته هي السيدة نعيمة أحمد إبراهيم والتي توفيت في 22 نوفمبر 1978 عندما كان نائبًا للرئيس السادات. وللرئيس السابق أربعة إخوة وأخوات ثلاثة ذكور وأنثى واحدة هم «سامية وسامي وفوزي وعصام»، والأخير هو الوحيد من العائلة الذي قام بزيارة علاء وجمال في طرة، حسب ما نشرته الصحف.
ويذكر أهل قريته كفر مصيلحة أن علاقته بالقرية كانت قد انقطعت حينما التحق بالكلية الحربية انقطعت على الرغم من أن والديه كانا يقيمان فيها، ولم يذكر أن مبارك كان يهوى السفر إلى بلدته أو كان يداوم على ذلك، ومنذ انطلق ليدرس في الكلية الحربية كانت زيارته لوالدته في كفر مصيلحة تأتي بمقدار مرة كل ثلاثة أشهر أو أكثر ولم يكن يشار لوالدته في أخباره أو زياراته.

## التعليم
أنهى مرحلة التعليم الثانوي بمدرسة المساعي المشكورة الثانوية بشبين الكوم، ثم التحق بالكلية الحربية، وحصل على بكالوريوس العلوم العسكرية فبراير 1949، وتخرج برتبة ملازم ثان. والتحق ضابطا بسلاح المشاة، باللواء الثاني الميكانيكي لمدة 3 شهور، وأعلنت كلية الطيران عن قبول دفعة جديدة بها، من خريجي الكلية الحربية، فتقدم حسني مبارك للالتحاق بالكلية الجوية، واجتاز الاختبارات مع أحد عشر ضابطاً قبلتهم الكلية، وتخرج في الكلية الجوية، حيث حصل على بكالوريوس علوم الطيران من الكلية الجوية في 12 مارس 1950. وفي عام 1964 تلقي دراسات عليا بأكاديمية فرونز العسكرية بالاتحاد السوفياتي.

## الوظائف
تدرج في الوظائف العسكرية فور تخرجه، حيث عين بالقوات الجوية في العريش، في 13 مارس 1950، ثم نقل إلى مطار حلوان عام 1951 للتدريب على المقاتلات، واستمر به حتى بداية عام 1953، ثم نقل إلى كلية الطيران ليعمل مدرسا بها، فمساعدا لأركان حرب الكلية، ثم أركان حرب الكلية، وقائد سرب في نفس الوقت، حتى عام 1959. تم أسره برفقة ضباط مصريين بعد نزولهم اضطراريا في المغرب على متن مروحية خلال حرب الرمال التي نشبت بين المغرب والجزائر.
سافر في بعثات متعددة إلى الاتحاد السوفيتي، منها بعثة للتدريب على القاذفة إليوشن ـ 28، وبعثة للتدريب على القاذفة تي ـ يو ـ 16، كما تلقى دراسات عليا بأكاديمية فرونز العسكرية بالاتحاد السوفيتي (1964 ـ 1965 م). أصبح محمد حسني مبارك، قائداً للواء قاذفات قنابل، وقائداً لقاعدة غرب القاهرة الجوية بالوكالة حتى 30 يونيو 1966.
وفي يوم 5 يونيو 1967، كان محمد حسني مبارك قائد قاعدة بني سويف الجوية. عُين مديراً للكلية الجوية في نوفمبر 1967 م، وشهدت تلك الفترة حرب الاستنزاف، رُقي لرتبة العميد في 22 يونيه 1969، وشغل منصب رئيس أركان حرب القوات الجوية، ثم قائداً للقوات الجوية في أبريل 1972 م، وفي العام نفسه عُين نائباً لوزير الحربية.
وقاد القوات الجوية المصرية أثناء حرب أكتوبر 1973، ورقي اللواء محمد حسني مبارك إلى رتبة فريق طيار في فبراير 1974. وفي 15 أبريل 1975، اختاره محمد أنور السادات نائباً لرئيس الجمهورية، ليشغل هذا المنصب (1975 ـ 1981 م). وعندما أعلن السادات تشكيل الحزب الوطني الديموقراطي برئاسته في يوليو 1978 م، ليكون حزب الحكومة في مصر بدلاً من حزب مصر، عين حسني مبارك نائبًا لرئيس الحزب. وفي هذه المرحلة تولى أكثر من مهمة عربية ودولية، كما قام بزيارات عديدة لدول العالم، ساهمت إلى حد كبير في تدعيم علاقات هذه الدول مع مصر.
وفي 14 أكتوبر 1981 تولى محمد حسني مبارك رئاسة جمهورية مصر العربية، بعدما تم الاستفتاء عليه بعد ترشيح مجلس الشعب له في استفتاء شعبي، خلفاً للرئيس محمد أنور السادات، الذي اغتيل في 6 أكتوبر 1981 م، أثناء العرض العسكري الذي أقيم بمناسبة الاحتفال بذكرى انتصارات أكتوبر 1973 م. وفي 26 يناير 1982 انتخب رئيساً للحزب الوطني الديموقراطي.

### دوره في حرب أكتوبر 73
قاد القوات الجوية المصرية أثناء حرب أكتوبر ومعروف بلقب صاحب أول ضربة جوية حيث كانت لها أثر كبير في ضرب النقاط الحيوية للقوات الإسرائيلية في سيناء مما أخل بتوازنه وسمح للقوات البرية المصرية لعبور قناة السويس والسيطرة علي الضفة الشرقية للقناة وعدة كيلومترات في أول أيام الحرب تحت غطاء وحماية القوات الجوية المصرية.

### حرب الخليج عام 1991م
كانت مصر عضوًا في قوات التحالف خلال حرب الخليج عام 1991؛ كان المشاة المصريون من أوائل الذين هبطوا في المملكة العربية السعودية لإخراج القوات العراقية من الكويت. عززت مشاركة مصر في الحرب دورها المركزي في العالم العربي وجلبت فوائد مالية للحكومة المصرية. تم نشر تقارير بمبالغ تصل إلى 20 مليار دولار من الإعفاء من الديون في وسائل الإعلام. وفقًا لمجلة الإيكونوميست :
في الواقع، كان الحظ في صف حسني مبارك. عندما كانت الولايات المتحدة تبحث عن تحالف عسكري لإجبار العراق على الخروج من الكويت، انضم الرئيس المصري دون تردد. بعد الحرب، كانت مكافأته هي أن أمريكا والدول العربية في الخليج وأوروبا تنازلت لمصر بمبلغ بنحو 20 مليار دولار.

## رئاسة مصر
- 14 أكتوبر 1981 تولى محمد حسني مبارك رئاسة جمهورية مصر العربية، باستفتاء شعبي بعد ترشيح مجلس الشعب له عندما كان صوفي أبو طالب رئيس مجلس الشعب في ذلك الوقت الرئيس المؤقت لمصر بعد اغتيال السادات.
- 5 أكتوبر 1987 أُعيد الاستفتاء عليه رئيساً للجمهورية لفترة رئاسية ثانية.
- 1993 أُعيد الاستفتاء عليه رئيساً للجمهورية لفترة رئاسية ثالثة.
- 26 سبتمبر 1999، أُعيد الاستفتاء عليه رئيساً للجمهورية لفترة رئاسية رابعة.
- كما تم انتخابه لفترة ولاية جديدة عام 2005 في أول انتخابات رئاسية تعددية تشهدها مصر عقب إجراء تعديل دستوري في ظل انتخابات شهدت أعمال عنف واعتقالات لمرشحي المعارضة.
- تنحي مبارك من الحكم ليلة 11 فبراير 2011 وكلف المجلس الأعلى للقوات المسلحة بإدارة شئون البلاد إثر ثورة 25 يناير 2011.[34]

### قرارات اتخذها
في عام 1982 وفي أعقاب تمام الانسحاب الإسرائيلي من سيناء في 25 أبريل، ادعت إسرائيل بحقها في منطقة طابا الإستراتيجية، فاتخذ قرارا باللجوء إلى التحكيم الدولي حيث جند مجموعة من الخبراء استطاعوا إثبات حق مصر التاريخي في طابا لتحكم المحكمة الدولية بعودة طابا إلى مصر حيث قام برفع العلم المصري على طابا في 19 مارس 1989، ليستكمل تحرير كامل التراب الوطني.
- في سبتمبر 2003م: قام بإلغاء 14 مادة بصفته الحاكم العسكري للبلاد.[35] من ال21 مادة من قوانين الطوارئ المعمول بها منذ اغتيال الرئيس أنور السادات.[36][37]
- في سبتمبر 2003م: أعطى أوامره لوزير الداخلية المصري بوضع قانون جديد يسمح لكل مصرية متزوجة من أجنبي من حصول أبنائها على الجنسية المصرية.[36]
- في ديسمبر 2006م: قام بإحالة 40 من قيادات الإخوان المسلمين إلى محاكمة عسكرية بصفته الحاكم العسكري للبلاد، القرار الذي قضت محكمة القضاء الإداري بمجلس الدولة يوم الثلاثاء 8 مايو 2007م برئاسة المستشار محمد الحسيني نائب رئيس مجلس الدولة قراراً برفض تنفيذ قرار رئيس الجمهوية،[38] والتي طعن عليها الرئيس فقضت محكمة فحص الطعون بتأييد قرار الرئيس.[39]
- 28 يناير 2011: بصفته الحاكم العسكري للبلاد قرر فرض حظر التجوال لثاني مرة منذ 1981 من قانون الطوارئ (المرة الأولى كانت أثناء أحداث الأمن المركزي عام 1986).
- 29 يناير 2011: كلف أحمد شفيق رئاسة الوزاء وكلف عمر سليمان كنائب لرئيس الجمهورية.
- 11 فبراير 2011: قرر تخليه عن حكم جمهورية مصر العربية وكلف المجلس الأعلى للقوات المسلحة بإدارة شؤون البلاد.

### عودة مصر إلى جامعة الدول العربية
حتى تعليق ليبيا من الجامعة العربية في بداية الحرب الأهلية الليبية، كانت مصر الدولة الوحيدة في تاريخ المنظمة التي تم تعليق عضويتها بسبب معاهدة السلام التي أبرمها الرئيس السادات مع إسرائيل. في يونيو 1982، التقى مبارك الملك فهد عاهل المملكة العربية السعودية، مما شكل بداية التقارب المصري السعودي. نظرًا لأن مصر هي الدولة العربية الأكثر اكتظاظًا بالسكان والمملكة العربية السعودية الأغنى، فقد كان المحور السعودي المصري قوة كبيرة في العالم العربي. في قمة جامعة الدول العربية في وقت لاحق في عام 1982 في فاس، قدمت المملكة العربية السعودية خطة سلام مصرية حيث مقابل حل إسرائيل للصراع الإسرائيلي الفلسطيني.من خلال السماح بدولة فلسطينية، يصنع العالم العربي بأسره السلام مع إسرائيل.
كانت جمهورية إيران الإسلامية، منذ عام 1979 فصاعدًا، تدعي أنها زعيم العالم الإسلامي، وكان آية الله الخميني على وجه الخصوص قد دعا إلى الإطاحة بحكومات العراق والمملكة العربية السعودية والكويت ودول عربية أخرى على طول الشواطئ الجنوبية للخليج الفارسي، ووصف هذه الدول بأنها غير شرعية.  ادعاء آية الله الخميني بأنه الزعيم الشرعي للعالم الإسلامي ومحاولاته لتصدير الثورة الإيرانية من خلال العمل على الإطاحة بالحكومات التي اعتبرها الخميني غير إسلامية تسبب في قلق وخوف عميقين في الحكومات التي استهدفت مثل العراق والمملكة العربية السعودية. في مواجهة التحدي الإيراني، نظرت الدول العربية الأخرى إلى مصر كحليف. بالنسبة للملك فهد عاهل المملكة العربية السعودية والقادة الآخرين في دول الخليج العربي، تلاشى الصراع الإسرائيلي الفلسطيني في الخلفية وكان الشاغل الرئيس هو مقاومة الادعاءات الإيرانية بأن تكون زعيمة العالم الإسلامي، مما يعني أنه لا يمكن تجاهل مصر.
خلال الحرب الإيرانية العراقية من 1980 إلى 1988، دعمت مصر العراق عسكريًا واقتصاديًا بمليون مصري يعملون في العراق ليحلوا محل الرجال العراقيين الذين يخدمون في الخطوط الأمامية.  في ديسمبر 1983، استقبل مبارك ياسر عرفات من منظمة التحرير الفلسطينية في قمة في القاهرة، مما يمثل تقاربًا مع منظمة التحرير الفلسطينية، ومنذ ذلك الوقت، أصبحت مصر الحليف الرئيسي لمنظمة التحرير الفلسطينية.  في عام 1985، تسببت عملية اختطاف أكيل لاورو في أزمة كبيرة في العلاقات عندما أجبرت القوات الجوية الأمريكية طائرة تابعة لمصر للطيران كانت تقل خاطفي أكيل لاورو على تونس للهبوط في إيطاليا .؛ وإلا لكانت الطائرة قد أسقطت. وصرح مبارك في مؤتمر صحفي في 12 أكتوبر 1985: «أنا مصاب بجروح بالغة. الآن هناك برودة وتوتر نتيجة هذا الحادث».  تم نبذ مصر من قبل الدول العربية الأخرى لتوقيعها اتفاقيات كامب ديفيد في عام 1979، لكن ثقل مصر داخل العالم العربي أدى إلى استعادة مصر «لمكانتها المركزية في العالم العربي» بحلول عام 1989.  في عام 1989، أعيد قبول مصر كعضو كامل العضوية في جامعة الدول العربية وتم نقل مقر الجامعة إلى موقعه الأصلي في القاهرة .

### التعديلات الدستورية

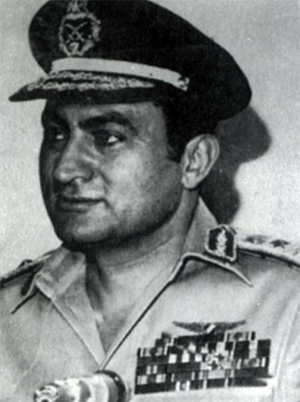
عمل مبارك كقائد للقوات الجوية في الجيش المصري خلال حرب أكتوبر.

رغم أن التعديل تم وفق الآليات والوسائل الدستورية التي يسمح بها النظام الدستورى المصري إلا أنه قد ارتبط بالتعديل وجود جدل سياسي وظهور معارضة سياسية للتعديل وذلك للشروط التي وضعت للمرشحين والتي تجعل الترشح للمنصب من جانب الشخصيات ذات الثقل السياسي أمرا مستحيلا.وهو الأمر الذي كان يراه البعض يتوافق مع ضرورة صيانة منصب الرئاسة ووضع الضمانات الشعبية للترشح ولكن تم طلب التعديل ثانية بعد أقل من عامين من طلب التعديل الأول بالإضافة إلى 33 مادة أخرى، معارضة التعديل تبنتها قوى شعبية عديدة إلى جانب أحزاب المعارضة المصرية ورغم ذلك دخلت بعض قيادات المعارضة الرسمية العملية الانتخابية على منصب الرئيس بنفس الآلية الدستورية التي رفضوها، وقد فاز حسني مبارك في هذه الانتخابات بنسبة كبيرة من واقع صناديق الاقتراع برغم تشكيك المعارضة في مصداقيتها، وادعائها اشتيابها الكثير من التجاوزات والرشاوي الانتخابية بصورة واسعة ومكثفة.
وقد أكد بعض الفقهاء الدستوريين أن ما حدث في مصر من فتح باب الترشح والاختيار بين أكثر من مرشح يعد حدثا تاريخيا يتوافق مع النموذج الدستوري الذي كانوا ينادون به في مؤلفاتهم منذ وجود الدستور المصري الحالي. مع وجود تحفظات قانونية لديهم، بسبب اعتقاد بعض الدستوريين أن الأشخاص الذين سيرشحون الرئيس بوجود هذه القيود الشديدة ليست لديهم القدرة على النجاح في الاستثناء الممنوح لأول انتخابات بعد التعديل في 2005 وباستحالة الترشح بعدها ومما أكد هذا التفسير هو طلب التعديل لنفس المادة أواخر 2006. بينما يذهب الكثيرون أن ما حدث هو «سيناريو لتوريث الحكم» لنجل الرئيس جمال مبارك.

### مفاوضات السلام

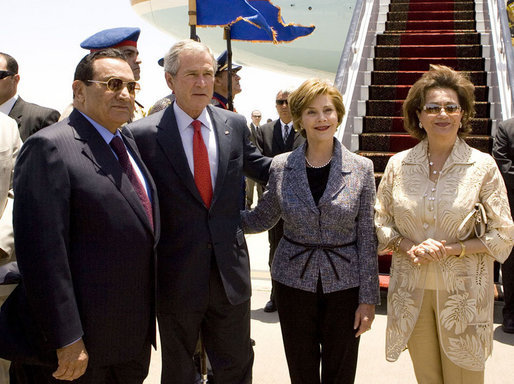
الرئيس الأمريكي جورج بوش ولورا بوش يستقبلان حسني مبارك وزوجته سوزان مبارك.

أكمل مبارك مفاوضات السلام التي بدأها أنور السادات مع إسرائيل في كامب ديفيد، استمرت عملية السلام بين مصر وإسرائيل حتى استُرجعت أغلب شبه جزيرة سيناء من إسرائيل، ولجأت مصر إلى التحكيم الدولي لاسترجاع منطقة طابا من الاحتلال الإسرائيلي إلى ان حُكم لصالح مصر وتم استرجاع طابا عام 1989.

### مشروعات في عهده
تم بناء عدة منشآت ومشاريع حيوية في عهده مثل مترو الأنفاق في القاهرة والجيزة، وترعة السلام في سيناء ومشروع توشكى وشرق العوينات وإعادة إعمار حلايب ومشاريع إسكان الشباب.
من أهم ما يميز الأداء الاقتصادي في عهد الرئيس مبارك ارتفاع الدين الداخلي إلى 300 مليار جنيه بخلاف مديونية الهيئات الاقتصادية التي تبلغ 39 مليار جنيه. كما بلغ الدين الخارجي 27 مليار دولار وارتفاع قيمة الفوائد المحلية في الموازنة إلى 22.9، والفوائد الخارجية إلى 2.3 مليار جنيه، كما بلغت الأقساط المحلية 6.3 مليار جنيه، والاقساط الخارجية 2.5 مليار جنيه، وبلغ عبء الدين العام بنوعيه 34 مليار جنيه، بنسبة 26.7 في المائة من اجمالي الموازنة العامة للدولة بالتوازي مع وضع مصر في قائمة أكثر 25 دولة فسادا في تقرير البنك المركزي.[بحاجة لمصدر]

### محاولات اغتياله
أعلن عن تعرضه لخمس محاولات اغتيال في لندن عام 1983 «تخطيط لم ينفذ»، أديس أبابا عام 1989 «تخطيط لم ينفذ»، القاهرة عام 1994، أديس أبابا عام 1995، بورسعيد عام 1999.

### رؤساء مجلس الوزراء في عهده
| وزارة                | من             | إلى           |
| -------------------- | -------------- | ------------- |
| أحمد شفيق            | 29 يناير 2011  | 3 مارس 2011   |
| أحمد نظيف            | يوليو 2004     | 29 يناير 2011 |
| عاطف عبيد            | 10 أكتوبر 1999 | 9 يوليو 2004  |
| كمال الجنزوري        | 4 يناير 1996   | 5 أكتوبر 1999 |
| عاطف محمد صدقى       | 11 نوفمبر 1986 | 2 يناير 1996  |
| علي لطفي             | 5 سبتمبر 1985  | 9 نوفمبر 1986 |
| كمال حسن علي         | 5 يونيو 1984   | 4 سبتمبر 1985 |
| أحمد فؤاد محيي الدين | 3 يناير 1982   | 5 يونيو 1984  |
| محمد حسنى مبارك      | 6 أكتوبر 1981  | 3 يناير 1982  |

### الجدل حول فترة حكمه

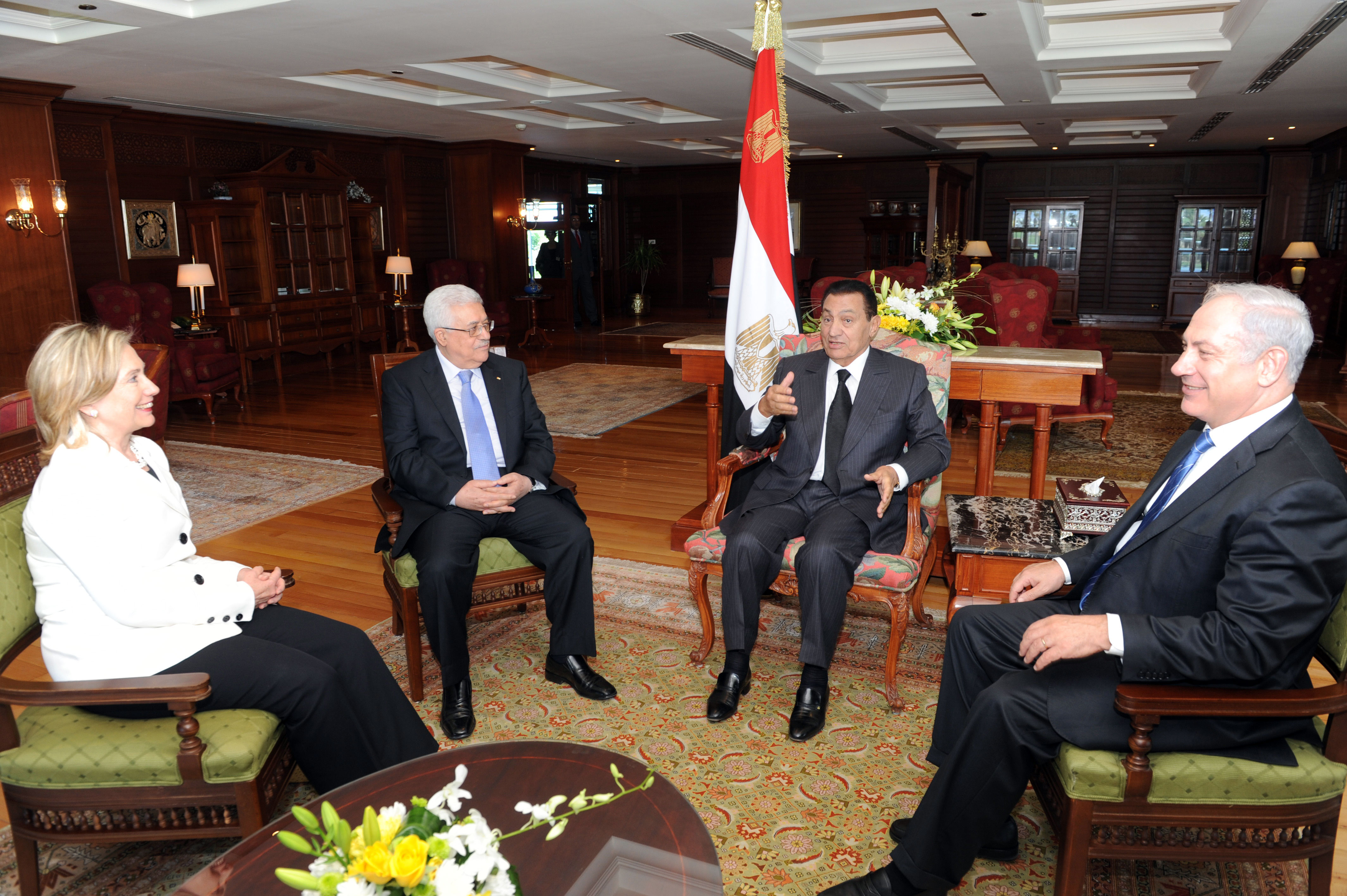
في اجتماع مع الرئيس الفلسطيني محمود عباس، ورئيس الوزراء الإسرائيلي نتنياهو، وزير الخارجية الأمريكية السابق هيلاري كلينتون، في شرم الشيخ 2010

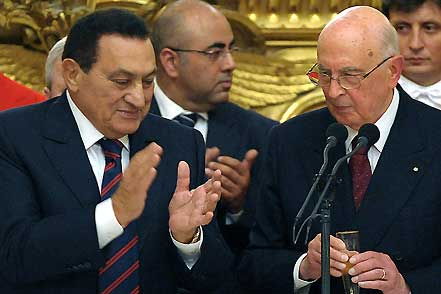
مبارك مع الرئيس الإيطالي جورجيو نابوليتانو

أعيد انتخابه رئيساً للجمهورية خلال استفتاء على الرئاسة في أعوام 1987 و1993 و1999 و2005 لخمس فترات متتالية وطالب الكثيرون بتعديل الدستور ليسمح بتعدد المرشحين لرئاسة الجمهورية وأن يصبح بالانتخاب المباشر عوضا عن الاستفتاء؛[ما هي؟]
وبذلك تكون فترة حكمه من أطول فترات الحكم في المنطقة العربية. في فبراير 2005 دعي حسني مبارك إلى تعديل المادة 76 من الدستور المصري والتي تنظم كيفية اختيار رئيس الجمهورية وتم التصويت بمجلس الشعب لصالح هذا التعديل الدستوري الذي جعل رئاسة الجمهورية بالانتخاب المباشر لأول مرة في مصر من قبل المواطنين وليس بالاستفتاء كما كان متبعا سابقا.
وجهت إليه انتقادات من قبل حركات معارضة سياسية في مصر مثل كفاية لتمسكه بالحكم خاصة قبل التجديد الأخير الذي شهد انتخابات بين عدد من المرشحين لأول مرة (أبرزهم أيمن نور ونعمان جمعة) وصفت من قبل الحكومة المصرية بالنزاهة ومن قبل بعض قوى المعارضة بالمسرحية الهزلية المقصود بها إرضاء بعض القوى الخارجية.
ومن الناحية الاقتصادية يعتقد البعض أن حسني مبارك لم يستطع أن يحقق ما كان يعد به دائما من تحقيق الاستقرار الاقتصادي وحماية محدودي الدخل بل ظل الاقتصاد يعاني حتى الآن من مشاكل كبيرة، وخاصة بعد تبنيه عمليات الخصخصة التي أثير حولها الكثير من الشكوك والمشاكل من حيث عدم جدواها وإهدارها للمال العام. وأنها كانت في صالح المستثمرين وأصحاب روؤس الأموال فقط. كما أنه لم يستطع تحقيق معدلات معقولة من نسبة البطالة للبلد ويرجع هذا السبب إلى السبب الأولي بجانب تحكم عدد قليل من أصحاب روؤس الأموال في مقدورات البلد، بالرغم من هذا فإن مصر احتلت مركزا متقدما في منطقة الشرق الأوسط وشمال أفريقيا في جذب رؤوس الأموال الأجنبية للاستثمار المباشر في 2007.
شهد عصره تزايد الإضرابات العمالية وانتشار ظاهرة التعذيب في مراكز الشرطة والمباحث الجنائية، واستفحال ظاهرة العنف ضد المرأة.، وازداد عدد المعتقلين في السجون، إذ وصل عدد المعتقلين السياسيين في سجون مباحث أمن الدولة إلى ما يقرب من ثمانية عشر ألف معتقل سياسي ، وحسب تقدير ورد في كتاب من تأليف الصحفي عبد الحليم قنديل وصل عدد العاملين في أجهزة الأمن المصرية«1.7 مليون ضابط وجندي ومخبر، وهو ما يعني أن هناك عسكريا لكل 47 مواطنا مصريا» حسب الكتاب.
وفي عصره تزايد عدد الفقراء حيث أشار تقرير نشر في فبراير 2008 أن «11 مليون مواطن يعيشون في 961 منطقة عشوائية»، وتفاقمت الأزمة الاقتصادية على إثر بعض السياسات الاقتصادية ، ويتحكم 2% من المصريين في 40% من جملة الدخل القومي وقد اتخذت الأزمة الاقتصادية في عهده منعطفاً خطيرا بعد عام 1998، إذ زادت معدلات التضخم بصورة ضخمة في هذا العام وتضاعفت الأسعار بسبب قرار اتخذه رئيس الوزراء وقتها عاطف عبيد بتحرير سعر الدولار. وطوال فترة توليه الرئاسة ظل تطبيق قوانين الطوارئ ساريا.
في مايو 2007 عارض الرئيس مبارك بشدة مشروع مفترض لبناء جسر بري يربط مصر والسعودية عبر جزيرة تيران في خليج العقبة بين رأس حميد في تبوك شمال السعودية، ومنتجع شرم الشيخ المصري  لتسيير حركة تنقل الحجاج ونقل البضائع بين البلدين ولكن الرئيس رفض حتى لا يؤثر على المنتجعات السياحية في مدينة شرم الشيخ 
حسب تصنيف مجلة باردي الأمريكية يعتبر حسني مبارك الديكتاتور رقم 20 الأسوأ على مستوى العالم لعام 2009 بينما حل في المركز السابع عشر في عام 2008 لنفس القائمة.
حسب تصنيف فورين بوليسي الأمريكية يحتل الرئيس محمد حسني مبارك  المركز الخامس عشر في قائمة فورين بوليسي (أسوء السيئين) لعام 2010 حيث تعتبره فورين بوليسي «حاكم مطلق مستبد يعاني داء العظمة وشغله الشاغل الوحيد أن يستمر في منصبه، ومبارك يشك حتى في ظله وهو يحكم البلاد منذ 30 عاما بقانون الطوارئ لإخماد أي نشاط للمعارضة وكان يجهز ابنه جمال لخلافته»، وأضافت فورين بوليسي الأمريكية أنه «لا عجب أن 23 % فقط من المصريين أدلوا بأصواتهم في الانتخابات الرئاسية الأخيرة عام 2005».

### تفشي الفساد
أثناء وجوده في المنصب، ارتفع الفساد السياسي في وزارة الداخلية والقوات المسلحة في إدارة مبارك كثيرًا. وسُجن شخصيات سياسية ونشطاء شباب دون محاكمة.  تم إنشاء مراكز احتجاز مخفية وغير قانونية وغير موثقة،  وتم رفض الجامعات والمساجد وموظفي الصحف بسبب آرائهم السياسية.
في عام 2005، أفادت منظمة فريدوم هاوس، وهي منظمة غير حكومية تجري أبحاثًا في الديمقراطية، أن الحكومة المصرية في عهد مبارك وسعت اللوائح البيروقراطية ومتطلبات التسجيل وغيرها من الضوابط التي غالبًا ما تغذي الفساد. وقالت منظمة فريدوم هاوس: «ظل الفساد مشكلة كبيرة في عهد مبارك، الذي وعد بفعل الكثير، لكنه في الواقع لم يفعل أي شيء مهم لمعالجته بشكل فعال».
في عام 2010، قام تقرير مؤشر مدركات الفساد الصادر عن منظمة الشفافية الدولية بتقييم مصر بدرجة مؤشر أسعار المستهلكين 3.1، بناءً على تصورات درجة الفساد من رجال الأعمال والمحللين في الدول، حيث أن 10 درجة نظيفة للغاية وصفر فاسدة للغاية. وجاءت مصر في المرتبة 98 من بين 178 دولة شملها التقرير.

### الثروة ومزاعم الفساد الشخصي
في فبراير 2011، ذكرت ABC News أن الخبراء يعتقدون أن الثروة الشخصية لمبارك وعائلته تتراوح بين 40 مليار دولار أمريكي و 70 مليار دولار أمريكي من العقود العسكرية التي تم إجراؤها خلال فترة عمله كضابط في القوات الجوية. صحيفة الغارديان أن مبارك وعائلته قد تصل قيمتها إلى 70 مليار دولار أمريكي تم جمعها من الفساد والرشاوى والأنشطة التجارية المشروعة. وقيل إن الأموال قد وزعت في حسابات بنكية مختلفة، بما في ذلك بعض الحسابات في سويسرا والمملكة المتحدة، واستُثمرت في ممتلكات أجنبية. وقالت الصحيفة إن بعض المعلومات حول ثروة الأسرة قد يكون عمرها عشر سنوات.  وفقًا لنيوزويك، فهذه الادعاءات غير مدعمة بأدلة كافية وتفتقر إلى المصداقية.
في 12 فبراير 2011، أعلنت الحكومة السويسرية تجميد الحسابات المصرفية السويسرية لمبارك وعائلته.  في 20 فبراير 2011، أمر النائب العام المصري بتجميد أصول مبارك وأموال زوجته سوزان، ونجليه علاء وجمال مبارك، وزوجات ابنته هايدي راسخ وخديجة جمال. كما أمر النائب العام وزير الخارجية المصري بإبلاغ الدول الأخرى التي يمكن أن يمتلك فيها مبارك وعائلته أصولاً. جاء هذا الأمر بعد يومين من نشر الصحف المصرية أن مبارك قدم بيانه المالي. تفرض اللوائح المصرية على المسؤولين الحكوميين تقديم بيان مالي يسرد أصولهم ومصادر دخلهم أثناء أداء العمل الحكومي. في 21 فبراير 2011، قال المجلس العسكري المصري، الذي تم تسليمه مؤقتًا إلى السلطات الرئاسية بعد ثورة 25 يناير 2011، إنه ليس لديه أي اعتراض على محاكمة مبارك بتهمة الفساد.
في 23 فبراير 2011، ذكرت صحيفة Eldostor المصرية أن «مصدرًا مطلعًا» وصف الأمر الذي أصدره النائب العام بتجميد أموال مبارك والتهديدات باتخاذ إجراء قانوني بأنه ليس سوى إشارة لمبارك لمغادرة مصر بعد عدد من المحاولات. لتشجيعه على المغادرة طوعا.  في فبراير 2011، ذكرت إذاعة صوت أمريكا أن المدعي العام المصري قد أمر بحظر السفر وتجميد الأصول لمبارك وعائلته بينما يفكر في اتخاذ مزيد من الإجراءات.  في 21 مايو 2014، أدانت محكمة بالقاهرة مبارك وأبنائه باختلاس ما يعادل 17.6 مليون دولار أمريكي .من أموال الدولة التي تم تخصيصها لتجديد وصيانة القصور الرئاسية ولكن تم تحويلها بدلاً من ذلك لتحسين منازل العائلات الخاصة. وأمرت المحكمة بسداد مبلغ 17.6 مليون دولار أمريكي، وغرامة قدرها 2.9 مليون دولار أمريكي، وحكمت على مبارك بالسجن ثلاث سنوات وعلى كل من أبنائه بالسجن أربع سنوات.

### الخلافة الرئاسية
واصل الحزب الوطني الديمقراطي في مصر القول إن حسني مبارك سيكون المرشح الوحيد للحزب في الانتخابات الرئاسية لعام 2011. قال مبارك في 1 فبراير 2011 أنه لا ينوي الترشح للانتخابات الرئاسية لعام 2011. عندما فشل هذا الإعلان في تخفيف حدة الاحتجاجات، صرح نائب الرئيس مبارك أن جمال مبارك لن يترشح للرئاسة. مع تصاعد التظاهرة وسقوط مبارك، قال حمدي السيد، وهو شخصية مؤثرة سابقة في الحزب الوطني الديمقراطي، إن جمال مبارك كان ينوي اغتصاب الرئاسة بمساعدة وزير الداخلية آنذاك حبيب العادلي .

### الصراع الإسرائيلي الفلسطيني
خلال فترة رئاسته، أيد مبارك اتفاقية كامب ديفيد التي تم التوصل إليها بوساطة أمريكية والموقعة بين مصر وإسرائيل في عام 1978. كما استضاف مبارك في بعض الأحيان اجتماعات تتعلق بالصراع الإسرائيلي الفلسطيني وقام بعدد من المحاولات للعمل كوسيط بينهما.  كان مبارك يشعر بالقلق من أن الحاخام مناحم م. شنيرسون لا يثق به بشأن هذه القضية، ويفكر في مقابلته في نيويورك.
في أكتوبر 2000، استضاف مبارك اجتماع قمة طارئ في شرم الشيخ لمناقشة الصراع الإسرائيلي الفلسطيني. وحضر الاجتماع: الرئيس الأمريكي بيل كلينتون، ورئيس منظمة التحرير الفلسطينية ياسر عرفات، ورئيس الوزراء الإسرائيلي إيهود باراك، والعاهل الأردني الملك عبد الله، والأمين العام لحلف شمال الأطلسي. الجنرال خافيير سولانا، وأمين عام الأمم المتحدة. الجنرال كوفي عنان .
شارك مبارك في جامعة الدول العربية، ودعم الجهود العربية لتحقيق سلام دائم في المنطقة. في قمة بيروت في 28 مارس 2002، تبنت الجامعة مبادرة السلام العربية ،  وهي خطة مستوحاة من السعودية لإنهاء الصراع العربي الإسرائيلي .
في عام 2006، أدان مبارك الهجوم العسكري الإسرائيلي على لبنان، لكنه انتقد حزب الله بشكل غير مباشر لإلحاق الضرر بالمصالح العربية.
في يونيو 2007، عقد مبارك اجتماع قمة في شرم الشيخ مع الملك عبد الله الثاني ملك الأردن والرئيس محمود عباس ورئيس الوزراء إيهود أولمرت . في 19 يونيو 2008، دخل وقف الأعمال العدائية بوساطة مصرية بين إسرائيل وحماس حيز التنفيذ.  وفقًا لصحيفة نيويورك تايمز ، لم يحترم أي من الطرفين شروط وقف إطلاق النار تمامًا.
وطالب الاتفاق حماس بوقف الهجمات الصاروخية على إسرائيل وفرض وقف إطلاق النار في جميع أنحاء غزة . في المقابل، توقعت حماس إنهاء الحصار، واستئناف التجارة في غزة، وإعادة شحنات الشاحنات إلى مستويات 2005.  ربطت إسرائيل تخفيف الحصار بالحد من إطلاق الصواريخ وأعادت فتح خطوط الإمداد تدريجيًا وسمحت لحوالي 90 شحنة شاحنات يومية بدخول غزة.  انتقدت حماس إسرائيل لاستمرار حصارها  بينما اتهمت إسرائيل حماس بمواصلة تهريب الأسلحة عبر الأنفاق إلى مصر وأشارت إلى استمرار الهجمات الصاروخية.
في عام 2009، حظرت حكومة مبارك مؤتمر القاهرة المناهض للحرب، الذي انتقد عدم اتخاذ إجراءات ضد إسرائيل.

## الثورة عليه
انطلقت في الأعوام 2005 و2011 خصوصًا مظاهرات، كانت حاشدة عام 2011 بالخصوص مطالبة بتنحي مبارك وإسقاط نظامه.

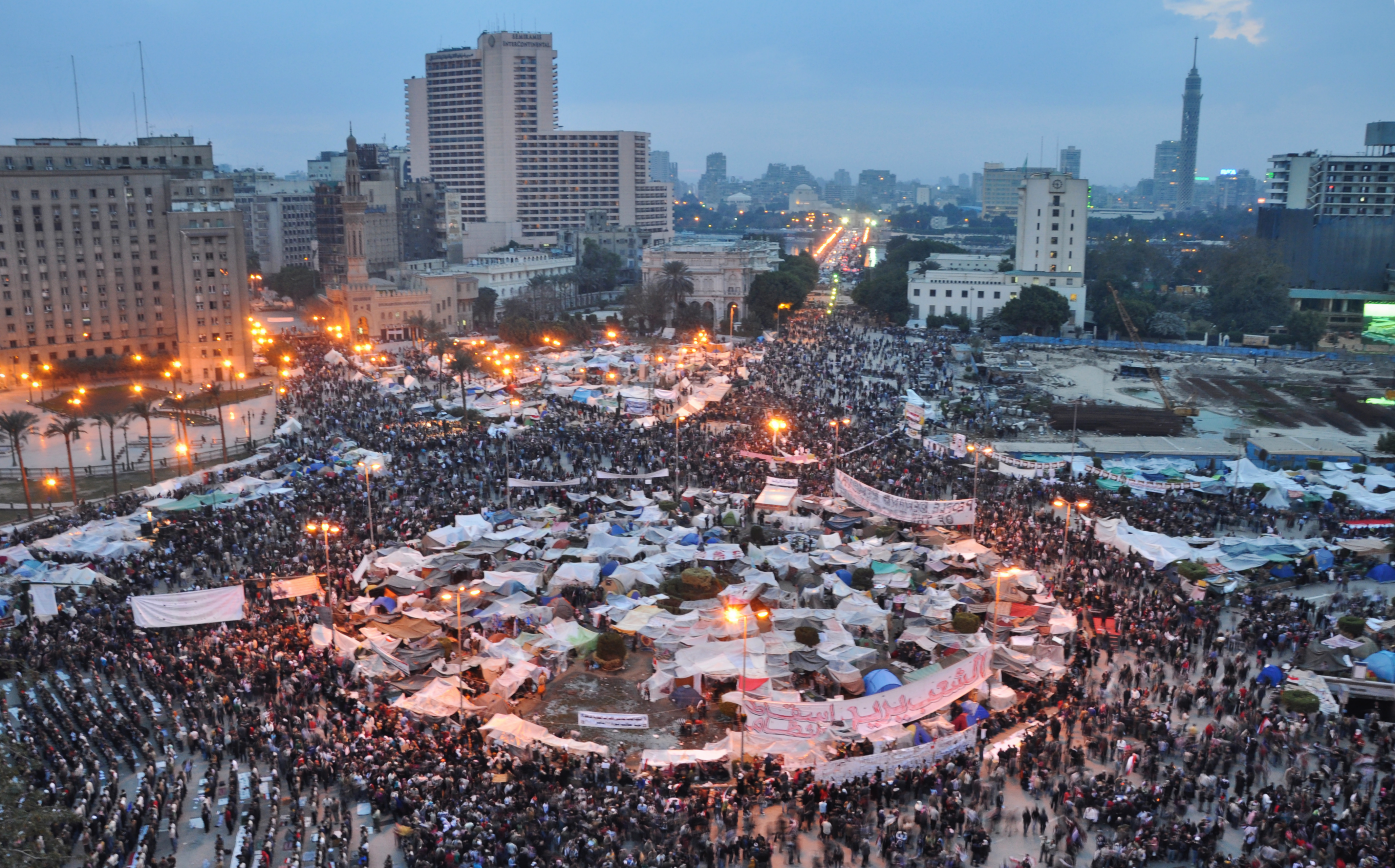
مظاهرات ميدان التحرير يوم 9 فبراير 2011

### ثورة 25 يناير

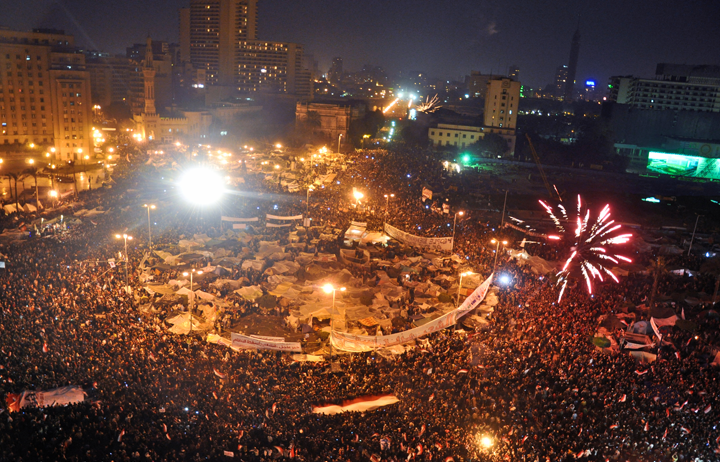
إحتفالات يوم 11 فبراير بعد إعلان عمر سليمان رحيل مبارك.

في 25 يناير 2011 بدأت موجة من التظاهرات بلغت أوجها في يوم الجمعة 28 يناير حيث قُدّر عدد المشاركين فيها بثمانية ملايين شخص 

في أنحاء مصر، وواجه النظام المصري هذه التظاهرات بعنف أدى إلى مصرع المئات، خاصّة في مدينة السويس، تطورت التظاهرات إلى أن تم سحب قوات الشرطة والأمن المركزي من الشوارع المصرية، في اليوم الرابع (الجمعة 28 كانون الثاني/يناير) تم إنزال قوات الجيش إلى داخل المدن وأعلنت قيادة الجيش أنها لن تتعرض للمتظاهرين، ألقى مبارك خطبتين خلال الأحداث، أعلن في الأولى عن مجموعة من القرارات وصفها بإصلاحات، وقال في الثانية أنه لن يرشح نفسه لفترة رئاسية جديدة في الانتخابات التالية، مؤكدا على أنه لن يتنحى، بدأت بعدها مباشرة مظاهرات تهتف بشعارات مؤيدة لمبارك واشتبكت مع المعتصمين المطالبين بإسقاط حكم مبارك في عدّة مناطق أهمها ميدان التحرير في وسط القاهرة في غياب لتدخل الجيش.
بحلول يوم الجمعة 4 فبراير لم يعد ظهور المؤيدين لمبارك والذين وصف المعتدون منهم بالبلطجية بارزا، وتوضّح أن من بينهم أعضاء في أجهزة الأمن التابعة لنظام مبارك، بالإضافة إلى مجموعات «ارتزقت» أو حرّكت ضد المتظاهرين لأجل سقوط مبارك. ومنذ ساعات الصباح تجمّع ما قدر بمئات الآلاف في أنحاء مصر في مظاهرات لأجل سقوط مبارك وانضم إليهم شخصيات بارزة.
في 10 فبراير 2011 تم تفويض نائبه عمر سليمان في بيان ألقاه للشعب لكن البيان لم يلق أي استحسان وعلى إثره اشتدت التظاهرات ونزل الملايين إلى الشوارع مطالبين برحيله، وبعد مماطلة لثمانية عشر يوماً تنحى الرئيس تحت ضغوط ثورة 25 يناير في يوم 11 فبراير 2011، وسلم الحكم للمجلس الأعلى للقوات المسلحة المصرية. تدفق الملايين حينها إلى شوارع القاهرة وبقية المدن العربية احتفالاً برحيله، خاصةً في ميدان التحرير.

## حياته بعد تنحيه
- ورد ذكر تقرير نقلته ديلي تلغراف عن صحيفة الخبر السعودية الرسمية أن الرئيس المصري محمد حسني مبارك (البالغ من العمر -آنذاك- 82 عاما) بعد تنحيه عن الحكم يوم 11 فبراير 2011 م وتسليمه السلطة للمجلس العسكري الأعلى للقوات المسلحة المصرية غادر إلى منتجع مستشفى شرم الشيخ في جنوب سيناء حيث اعتاد استضافة الشخصيات الأجنبية بانتظام.[75]
- 13 أبريل 2011 : قرر النائب العام المصري حبس الرئيس السابق حسني مبارك خمسة عشر يوما على ذمة التحقيق معه في اتهامات تتعلق بالتربح واستغلال السلطة والنفوذ وإصدار أوامر بقتل المتظاهرين أثناء ثورة 25 يناير [76]
- 15 أبريل 2011 : النائب العام يأمر بنقل الرئيس السابق محمد حسني مبارك إلى إحدى المستشفيات العسكرية.
- 22 أبريل 2011 : النائب العام يأمر بتجديد حبس الرئيس السابق محمد حسنى مبارك خمسة عشر يوما على ذمة التحقيق من انتهاء مدة الحبس الأولى.
- رقد بمستشفى شرم الشيخ حيث يعاني عدة أمراض تحول دون نقله منها إلى سجن طرة، وقال محاميه فريد الديب أن مرض السرطان ينتشر في جسد مبارك وأنه لا يقوى على السير، وأن زوجته سوزان مبارك تلازمه طوال الوقت، ولكن وزارة الصحة المصرية والتلفزيون المصري كذب هذا الخبر في نفس اليوم.
- 28 يوليو 2011 : أعلن وزير العدل المصري المستشار محمد عبد العزيز الجندي أنه يتم تجهيز قاعة بأرض المعارض بمدينة نصر في القاهرة لمحاكمة الرئيس السابق حسني مبارك ونجليه علاء وجمال ورجل الأعمال الهارب حسين سالم ووزير الداخلية الأسبق حبيب العادلي و6 من كبار مساعديه في قضية قتل المتظاهرين، التي حددت لها جلسة يوم الأربعاء 3 أغسطس 2011، وأن تأمين المحاكمة سيكون بواسطة قوات الجيش و الشرطة، وأشار إلى أنه يتم تجهيز القاعة لاستيعاب رجال الإعلام والمحامين والمدعين بالحق المدني وأسر الشهداء وسوف تعرض المحاكمة على التلفزيون المصري علانية.
- 31 يوليو 2011 : تقرر نقل محاكمة الرئيس المصري السابق حسني مبارك إلى أكاديمية الشرطة بالعاصمة المصرية القاهرة بدلا من أرض المعارض وذلك لدواع أمنية، مع أن محتجين يشككون في أن يحضر مبارك المحاكمة بسبب ما يثار عن صحته حيث يقيم منذ أبريل/نيسان الماضي في مستشفى بشرم الشيخ على البحر الأحمر.
- الأربعاء 3 أغسطس 2011 : بدأت محاكمة الرئيس المصري السابق محمد حسني مبارك علنيا وبحضوره على سرير طبي متحرك مع نجليه جمال مبارك وعلاء مبارك وكذلك وزير داخليته حبيب العادلي وآخرون، وقد وجهت إليه تهم بالقتل العمد والفساد، وقد أنكر جميع التهم الموجهة إليه وكذلك نجلاه.
- السبت 2 يونيو 2012 : أصدرت محكمة جنايات القاهرة حكما بالسجن المؤبد على محمد حسني مبارك ووزير داخليته حبيب العادلي. كما تم الحكم بالبراءة في جناية الفساد وحكم على نجليه جمال وعلاء وحسين سالم بانقضاء الدعوى بالتقادم لمضي عشر سنوات.

الأحد13 يناير 2013 م أصدرت المحكمة قرارا بقبول الطعن المقدم من هيئة الدفاع المصرية والكويتية في الحكم الصادر ضده، ليتم نقله للعلاج بمستشفى المعادي للقوات المسلحة.
- الأربعاء 21 أغسطس 2013 : أمرت غرفة المشورة بمحكمة الجنحة بإخلاء سبيله ولكنه لم يخل سبيله حيث اصدر حازم الببلاوي قرار وضعه تحت الإقامة الجبرية بصفته نائب الحاكم العسكري للبلاد.[77]

## محاكمته
مثل مبارك في قفص الاتهام لأول مره صباح يوم الأربعاء الموافق 3 أغسطس 2011 في أكاديمية الشرطة التي تحولت إلى ساحة قضاء برئآسة المستشار أحمد رفعت، وظهر مبارك راقدا على سرير متحرك داخل قفص الاتهام ومعه نجلاه علاء وجمال، وكان معه في قفص الاتهام وزير الداخلية السابق حبيب العادلي ومعاونيه، وكان موجود في القاعة أكثر من 300 شخص من أسر الشهداء بالإضافة إلى هيئة الدفاع وممثلي الادعاء وعدد من الاعلاميين، وقام التلفزيون المصري بتصوير المحاكمة العلنيه على الهواء مباشرة وكان البث حصريا للتلفزيون المصري ولم يسمح بدخول أي كاميرا أخرى غير كاميرات التلفزيون المصري، مع السماح بالقنوات الفضائية العالمية بالاخذ من التلفزيون المصري مع عدم تغيير شعار التلفزيون المصري، وبعد تلاوة النيابة لائحة الاتهامات التي تضمنت التحريض على قتل المتظاهرين سأل رئيس المحكمة القاضي أحمد رفعت الرئيس المصري السابق عن هذه التهم فنفى مسؤوليته وقال: «كل هذه الاتهامات أنا أنكرها كاملة». وهي العبارة التي كررها من بعده ابناه في رد على سؤال للقاضي حول لائحة الاتهام في جرائم تصل عقوبتها بالنسبة إلى مبارك والعادلي إلى الإعدام، وبالنسبة إلى علاء وجمال إلى السجن المؤبد. وقررت المحكمة في ختام جلستها تأجيل محاكمة الرئيس السابق ونجليه، ورجل الأعمال (الهارب) حسين سالم إلى جلسة 15 آب (أغسطس) الجاري. كما أرجأت محاكمة العادلي ومساعديه إلى جلسة اليوم. وأمرت بإيداع مبارك مستشفى المركز الطبي العالمي على طريق القاهرة - الإسماعيلية الصحراوي التابع للقوات المسلحة مع توفير الرعاية الطبية التي تستلزمها حاله الصحية، والسماح للفريق الطبي المعالج له بمتابعته.
وقد تم الحكم عليه بالسجن المؤبد في جلسة صباح يوم السبت (12 رجب 1433 هجري) الموافق 2 يونيو عام 2012.
قامت هيئة الدفاع عنه بالطعن على الحكم وقبلته المحكمة في يوم الأحد الموافق 13 يناير 2013 م ليتم نقله للعلاج في مستشفى المعادي للقوات المسلحة.
وحكمت محكمة الجنح بإخلاء سبيلة بعد انقضاء فترة الحبس الاحتياطي يو 21 أغسطس 2013 تمت تبرئته مع معاونيه في جميع القضايا المنسوبة ضده في 29 نوفمبر 2014 فيما يسمى بمحاكمة القرن

## أسرته

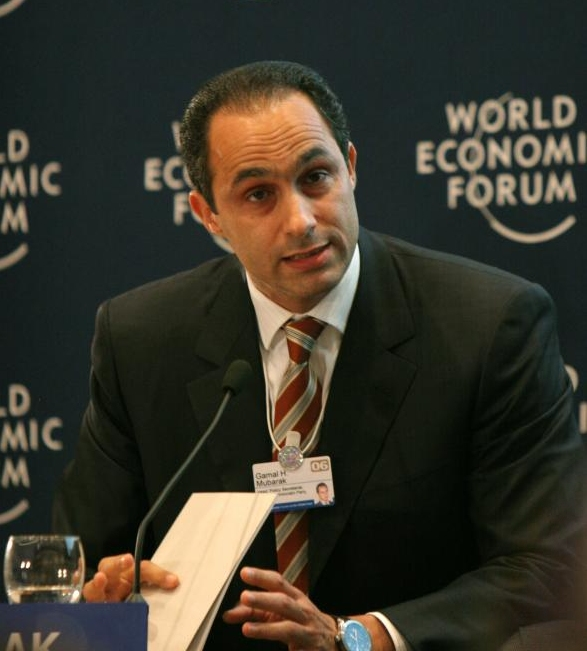
جمال مبارك

مبارك متزوج من سوزان صالح ثابت المشهورة بسوزان مبارك، ولهما ولدان هما علاء وجمال، وله حفيدان من ابنه علاء هما محمد وعمر، وقد توفى حفيده محمد في 18 مايو 2009 عن عمر 12 سنة عقب أزمة صحية حادة وله حفيدة من ابنه جمال وهي فريدة وولدت في 23 مارس 2010 في لندن.

## الجوائز والميداليات التي حصل عليها
حصل حسني مبارك على عدد كبير من الأوسمة والميداليات الدولية والوطنية:

### الجوائز الدولية
- 2008 جائزة جواهر لال نهرو[81] من الهند تقديرا لمكانته الدولية.[82]
- 2005 درع السلام العالمي من هيئة مكتب الاتحاد الفيدرالي لسلام الشرق الأوسط التابع للأمم المتحدة واعتباره شخصية العام للسلام.[83]
- 2004 منح مبارك درع اتحاد المستثمرين في أفريقيا.
- 2002 جائزة التنمية.
- 2002 جائزة جواهر لال نهرو للتفاهم الدولي.[84]
- 2002 جائزة الأفرو آسيوية من أجل السلام.
- 1994 جائزة الأمم المتحدة.
- 1990 جائزة حقوق الإنسان الديمقراطية من قبل مركز الدراسات السياسية والاجتماعية بباريس.[85]
- 1989 نوط جامعة Comptutense الإسبانية في مدريد.
- 1987 لقب شرف شهادة الحماية والتي تعادل 4 ميداليات من قبل السيد Laslo Nagui وهو الأمين العام للمنظمة العالمية للكشافين.
- 1987 ميدالية الأسطرولاب من قبل الأمير سلطان بن سلمان، نيابة عن الحكومة السعودية.
- 1985 جائزة رجل عام 1984 من قبل مجلس التضامن الهندي.
- 1983 جائزة رجل العام من قبل معهد دولي في باريس.
- 1983 درع رجل السلام من قبل السيد تشارلز راين، رئيس مركز السلام الدولي.

### ميداليات أجنبية
- 1990 الوسام الرفيع السابع من نوفمبر لجمهورية تونس.
- 1989 ميدالية مبارك الكبير الكويتية.
- 1989 وسام الشرف العظيم من السودان.
- 1988 ميدالية الجمهورية من اليمن.
- 1986 وشاح فنت الدانمركي.
- 1986 ميدالية سارة فم السويدية.
- 1985 وسام الصليب الأعظم الألماني من نوط الاستحقاق من ألمانيا الفيدرالية.
- 1985 الوشاح الأكبر للملكة ايزابيل الكاثوليكية.
- 1984 الوشاح الأكبر لميدالية سافيور من اليونان.
- 1984 الوشاح الأكبر للميدالية القومية لابانتير من زائير.
- 1984 الوشاح الأكبر للميدالية لدولة مالي.
- 1984 النوط الأكبر لجمهورية وسط أفريقيا.
- 1984 ميدالية السلطان بروناي في دار السلام.
- 1983 ميدالية هنري الصغير في البرتغال.
- 1983 الوشاح الأكبر لميدالية الكريزانتيم الرفيعة من اليابان.
- 1983 نوط من الدرجة الأولي لميدالية العلم القومي من كوريا الديمقراطية.
- 1983 الوشاح الأكبر للميدالية الوطنية من النيجر.
- 1982 الوشاح الأكبر لميدالية الصليب العظيم من إيطاليا.
- 1982 الوشاح الأكبر لميدالية ليجيون دانير في فرنسا.
- 1981 ميدالية تريشاكي باتا من نوط الدرجة الأولي من نيبال.
- 1977 الوشاح الأكبر لميدالية إيزابيل الكاثوليكية من إسبانيا.
- 1977 الوشاح الأكبر لميدالية الاستحقاق القومية من توجو.
- 1977 ميدالية أديبرادانا الإندونيسية.
- 1976 الوسام العظيم لميدالية الشرف من اليونان.
- 1976 ميدالية المحارب من اليمن من الطبقة الثانية.
- 1976 ميدالية عمان من النوط الثاني.
- 1976 الميدالية العسكرية العمانية من نوط الدرجة الأولي.
- 1976 ميدالية العميد السورية.
- 1975 ميدالية الكويت من نوط الامتياز.
- 1975 ميدالية الوشاح الأكبر درجة وسام الشرف الذهبي من النمسا.
- 1975 وشاح ميدالية الاستحقاق القومية من فرنسا.
- 1975 نوط الشرف الذهبي العظيم من بلغاريا.
- 1975 ميدالية الباندا من المكسيك.
- 1974 ميدالية الملك عبد العزيز من نوط الامتياز من المملكة العربية السعودية.
- 1974 ميدالية الهيمايون الإيرانية من الدرجة الثانية.
- 1972 ميدالية الجمهورية من الطبقة الثانية من تونس.

### الميداليات والأوسمة الوطنية

#### العسكرية
- وسام نجمة سيناء 1983.
- وسام نجمة الشرف 1974.
- وسام النجمة العسكرية.
- شعار الجمهورية العسكري من الدرجة الأولى.
- نوط الشجاعة العسكري من الدرجة الأولى.
- نوط الواجب العسكري من الدرجة الأولى.

#### المدنية
- وسام النيل الأكبر.
- 1975 ميدالية الجمهورية.
- وشاح النيل.
- ميدالية الجمهورية من نوط الدرجة الأولى.
- ميدالية الاستحقاق من نوط الدرجة الأولى.
- ميدالية العمل من نوط الدرجة الأولي.
- ميدالية العلوم والفنون من نوط الدرجة الأولى.
- ميدالية الرياضة من نوط الدرجة الأولى.
- شعار الاستحقاق من نوط الدرجة الأولى.
- شعار الامتياز من نوط الدرجة الأولى.

### مرتبات شرفية
- 1999 دكتوراه شرفيه من جامعة جورج واشنطن.
- 1999 دكتوراه شرفيه من جامعة سانت جونس.
- 1999 دكتوراه شرفيه من جامعة بكين.
- 1998 دكتوراه شرفيه بالإقرار بدوره الإقليمي والعالمي في بلغاريا.
- 1991 عضوية وسام هونوريس كوزا الدولي من قبل المجلس الأكاديمي المكسيكي للقانون الدولي.

## وفاته
توفي يوم 25 فبراير 2020 عن عمر ناهز 91 عامًا، وشُيع في جنازة عسكرية بحضور رئيس الجمهورية عبد الفتاح السيسي، وأعلن الحداد الرسمي لثلاثة أيام.

## معرض صور

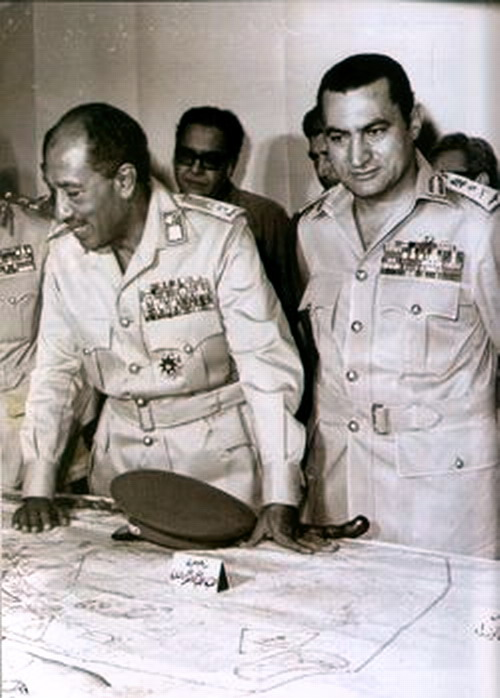
قائد القوات الجوية المصرية الفريق الطيار محمد حسني مبارك بجانب الرئيس المصري أنور السادات في حرب أكتوبر 1973م
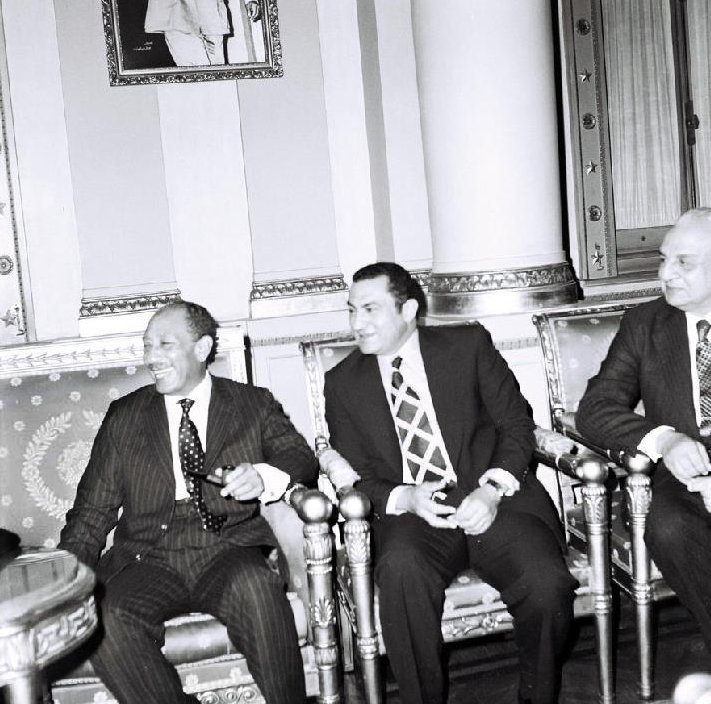
حسني مبارك عندما كان نائبا لرئيس الجمهورية بجانب الرئيس المصري أنور السادات عام 1977م
الرئيس المصري حسني مبارك مع الرئيس كلينتون بالبيت الأبيض
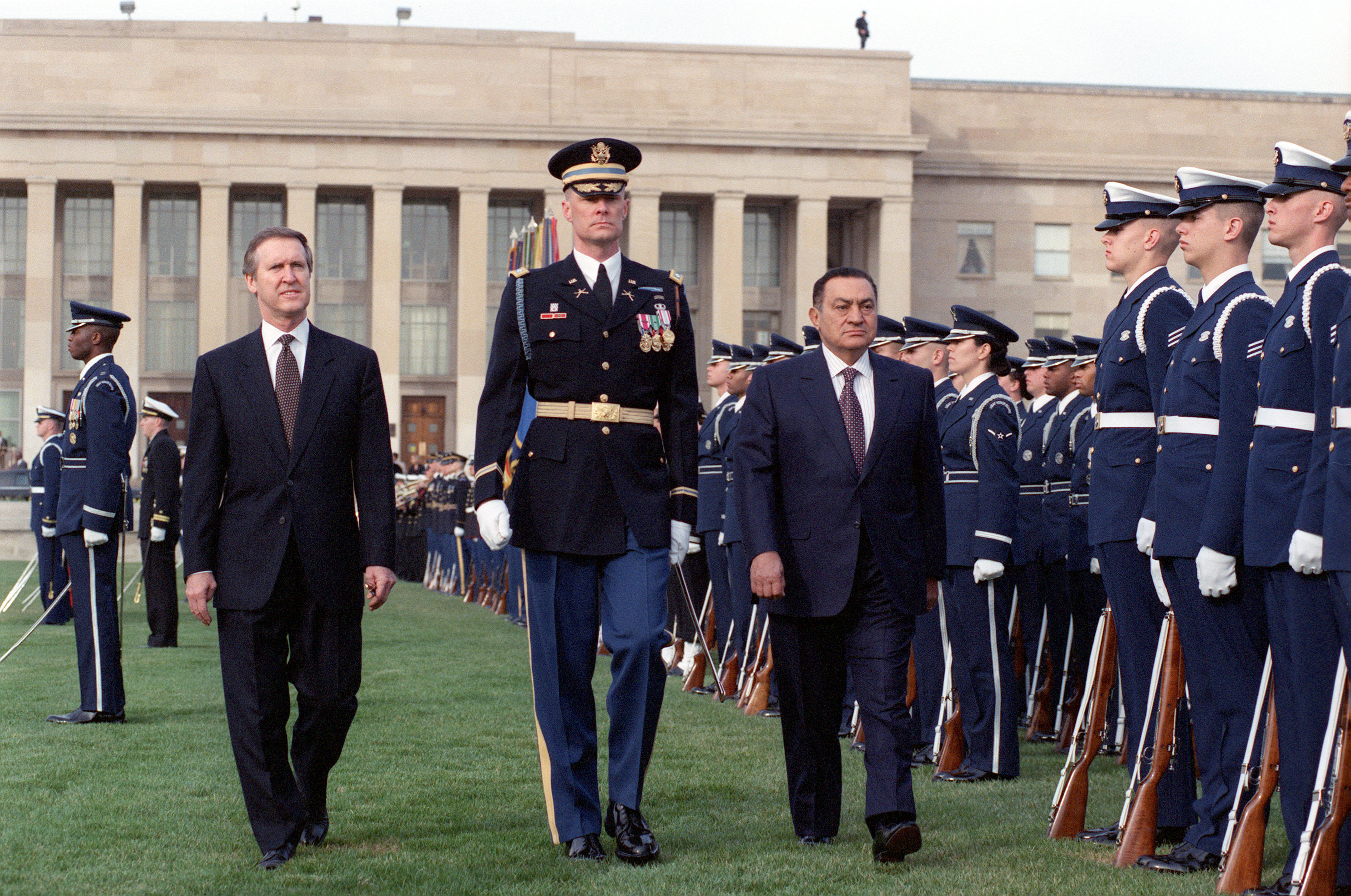
الرئيس المصري حسني مبارك في واشنطن
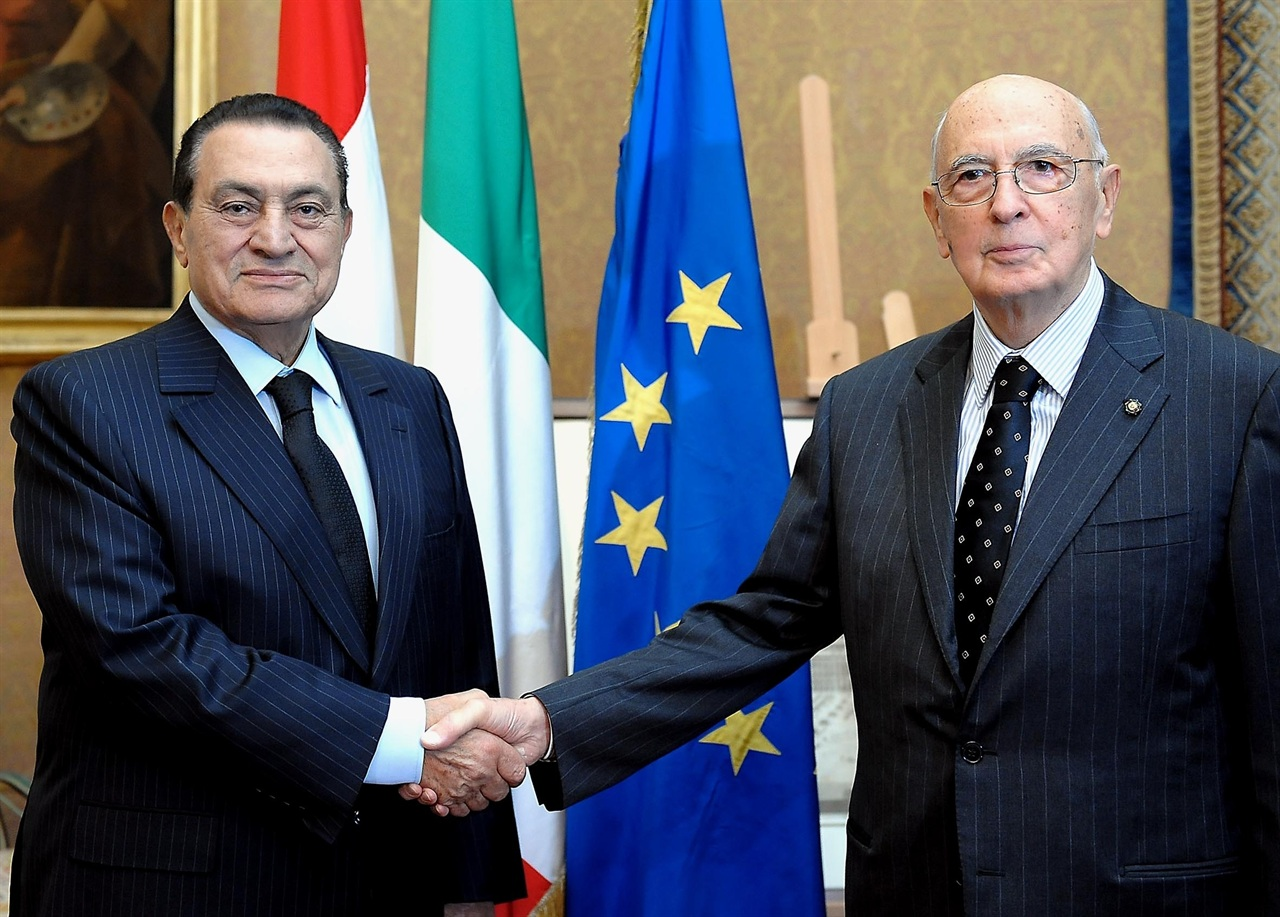
الرئيس المصري حسني مبارك مصافحا الرئيس الإيطالي
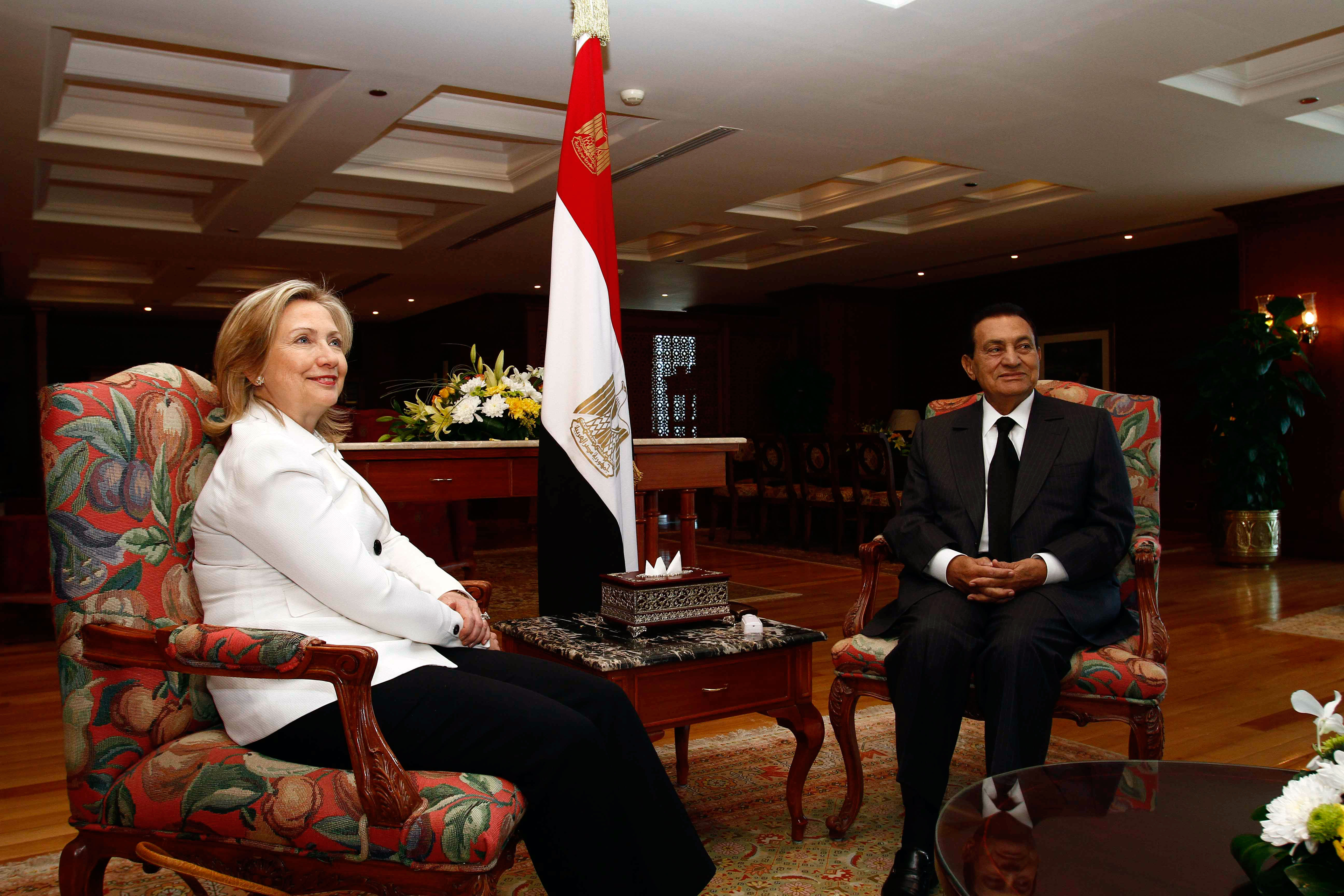
الرئيس المصري حسني مبارك في إجتماع بوزيرة الخارجية الأمريكية هيلاري كلينتون بقصره في شرم الشيخ عام 2010
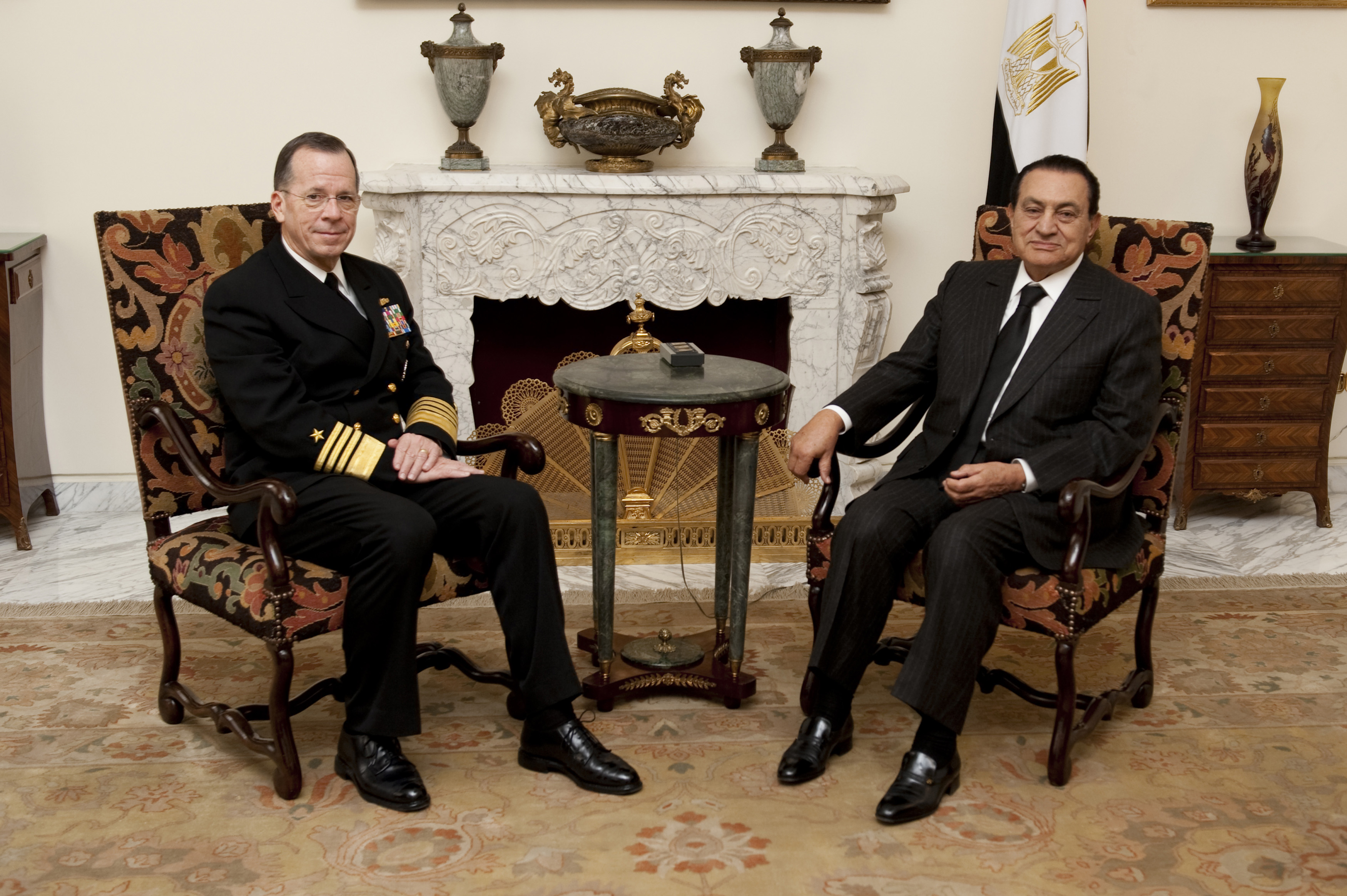
الرئيس المصري حسني مبارك في إجتماع مع جنرال أمريكي رفيع المستوى عام 2010